# Barcita abaris
Barcita abaris là một loài bướm đêm trong họ Noctuidae.